# Waldemar von Baußnern
Waldemar von Baußnern   (Berlín, 29 de novembre de 1866 - Potsdam, 20 d'agost de 1931) Waldemar Edler von Baußnern (també: von Bausznern) va ser un compositor i pedagog musical alemany.

## Biografia
Waldemar von Baußnern procedia del grup ètnic saxó de Transsilvània. Va néixer a Berlín com a fill del fiscal Carl August Philipp Edler von Baußnern i de la seva segona esposa Frederike i va créixer a Transsilvània i Budapest. Del 1882 al 1888 va estudiar a la Reial Acadèmia de Música de Berlín amb Friedrich Kiel i Woldemar Bargiel i va rebre el Premi Mendelssohn de composició el 1887.
Després del seu matrimoni amb Elsbeth Dorothea Louise Fischer el 1889, va esdevenir cap de les associacions corals de "Mannheimer Musikverein" i "Dresdner Liedertafel" entre 1891 i 1903. El 1903 va ser nomenat membre del Conservatori de Colònia i des de 1909 va ser director de l'Escola de Música Gran Ducal de Weimar. El 1910 esdevingué professor. El 1916 esdevingué director del Conservatori Conservatori Hoch de Frankfurt del Main i a partir de 1923 secretari segon de l'Acadèmia de les Arts de Berlín.
L'any 1926, com a part de l'any Baußnern, va tenir lloc el Festival Baußnern de Transsilvània a set ciutats de Transsilvània amb motiu del seu 60è aniversari. El 1929, Baußnern va representar Alemanya al Premier Salon International de la Symphonie de París, i també va aparèixer a la Ràdio de Berlín amb dues de les seves sonates en trio de 1928. El 1931 Baußnern va morir de càncer a Potsdam-Sanssouci.
L'Acadèmia de les Arts de Berlín es va fer càrrec de l'extens patrimoni de Baußnern el 2014 i va establir l'Arxiu Waldemar von Baußnern. La correspondència de Baußnern també es troba a l'inventari 21081 Breitkopf & Härtel, Leipzig, als Arxius Estatals de Saxó, Arxius Estatals de Leipzig.

## Llenguatge tonal
L'extens catàleg d'obres de Waldemar von Baußnern inclou gairebé tots els gèneres musicals, amb l'èmfasi principal en obres corals simfòniques i orquestrals. El compositor es va veure molt influenciat per les propostes poètiques, especialment les de Johann Wolfgang von Goethe, no només en la música vocal sinó també en la música instrumental, fet que es reflecteix en nombrosos títols d'obres, que, però, no es poden entendre com a música de programa. Estilísticament, Baußnern ja era vist pels seus contemporanis com un solitari difícil d'assignar a una direcció concreta. En general, la seva música està arrelada a les tradicions del segle XIX, però sovint pren camins independents en el seu disseny formal i amplia la tonalitat tradicional fins als seus límits mitjançant un cromatisme sovint polifònic, sense, però, convertir-se en atonalitat.
Va completar l'òpera Gunlöd de Peter Cornelius, que només havia quedat enrere com a esbós, i va treballar com a editor de les altres òperes de Cornelius en l'edició completa.
A Baußnern se li va negar l'èxit a llarg termini durant la seva vida i moltes de les obres del compositor mai van aparèixer a la impremta (per exemple, totes les seves simfonies). La investigació de la seva obra artística encara està en les seves primeres etapes. El compositor Dietrich von Bausznern (1928–1980), net de Waldemar, va proposar la fundació d'una Societat Baußnern, que s'ha compromès a difondre la seva obra des de 1981.

## Discografia
- Serenata per a violí, clarinet i piano; Elegia per a violí i piano; Octet per a piano, 3 violins, flauta, clarinet, violoncel i contrabaix. Berolina Ensemble. ODM 2013 (Assessorament científic i llibret: M. Wittmann)[1]